# Luodai
Luodai (kinesiska: 洛带镇) är en stad med traditionell bebyggelse cirka två mil öster om Chengdu i den kinesiska provinsen Sichuan. Staden är den största hakka-bosättningen i sydvästra Kina; cirka nittio procent av befolkningen på 23 000 tillhör hakka-folkgruppen. Stadens nuvarande arkitektur stammar i hög grad från sen Qing-tid och återger traditionell hakka-kultur. 

## Historia
Luodai grundades på 200-talet, under tiden för de tre kungadömena. Stadens namn skall anspela på legenden att Liu Shan, den siste kejsaren av det kinesiska kungadömet Shu, skall ha tappat sitt jade-bälte i stadens åttakantiga brunn. Kinesiskans luo (落) betyder föll och dai (带) betyder bälte.

## Arkitektur och stadsbild
Stadens nuvarande gator och hus är byggda under Qingdynastin (1644-1911) och den tidiga republikanska eran (1912–1949), eller senare i motsvarande byggstil. Huvudgatan är cirka en kilometer lång och kompletteras av sju mindre gator och gränder. Alla bostadshus är byggda kring små gårdsplaner. 
Ett av de mer spektakulära husen är gilleshuset Guangdong från 1746. Huset, från början benämnt Nanhuapalatset, tillhör Kinas största och bäst bevarade gilleshus. Huset har tre salar på sammanlagt 3044,75 kvadratmeter. Det finns även flera andra välbevarade gilleshus i Luodai.

## Klimat
Luodai ligger i ett område med subtropiskt monsunklimat. Såväl temperatur som luftfuktighet är hög året om.

## Bilder

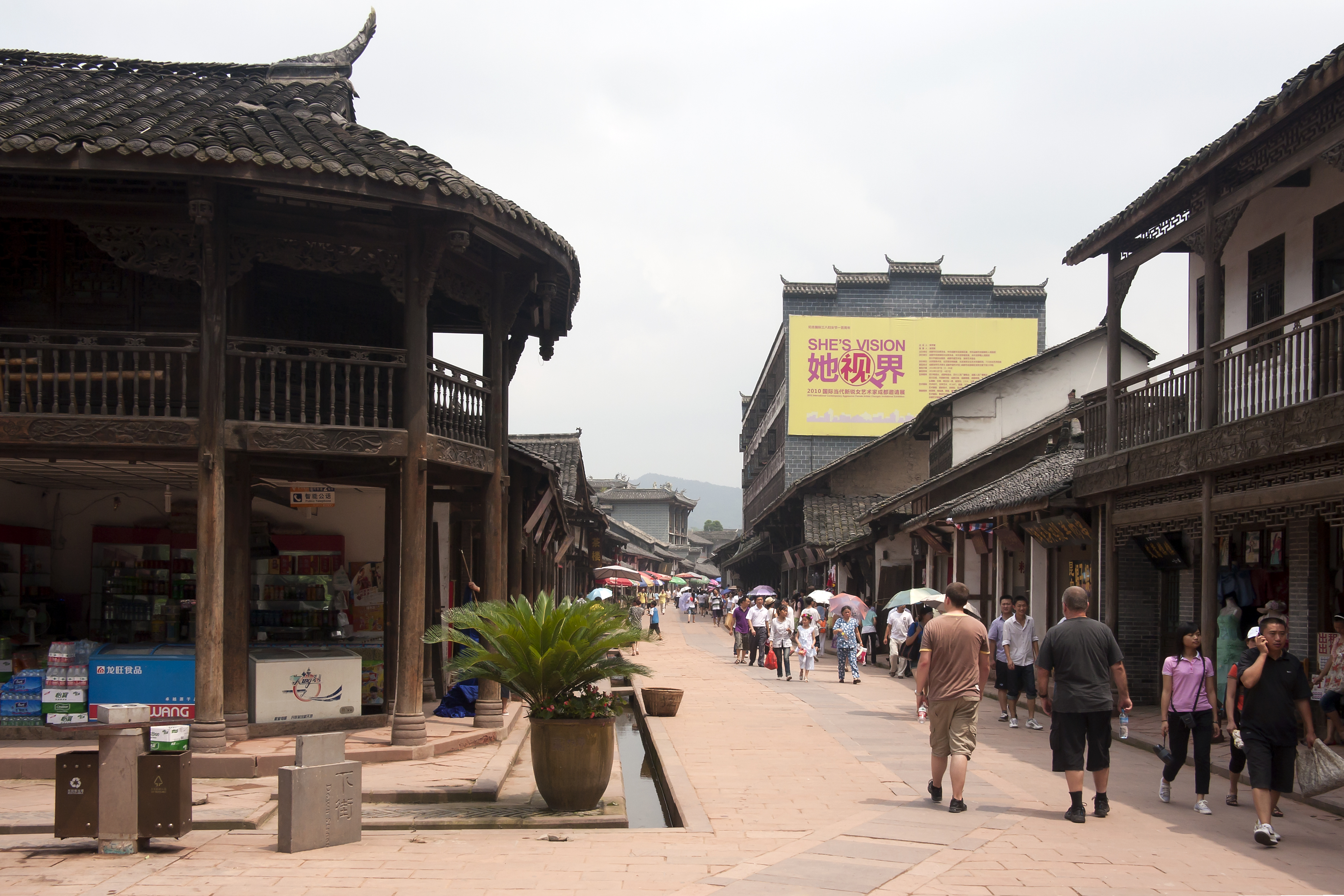
Västligaste delen av huvudgatan.
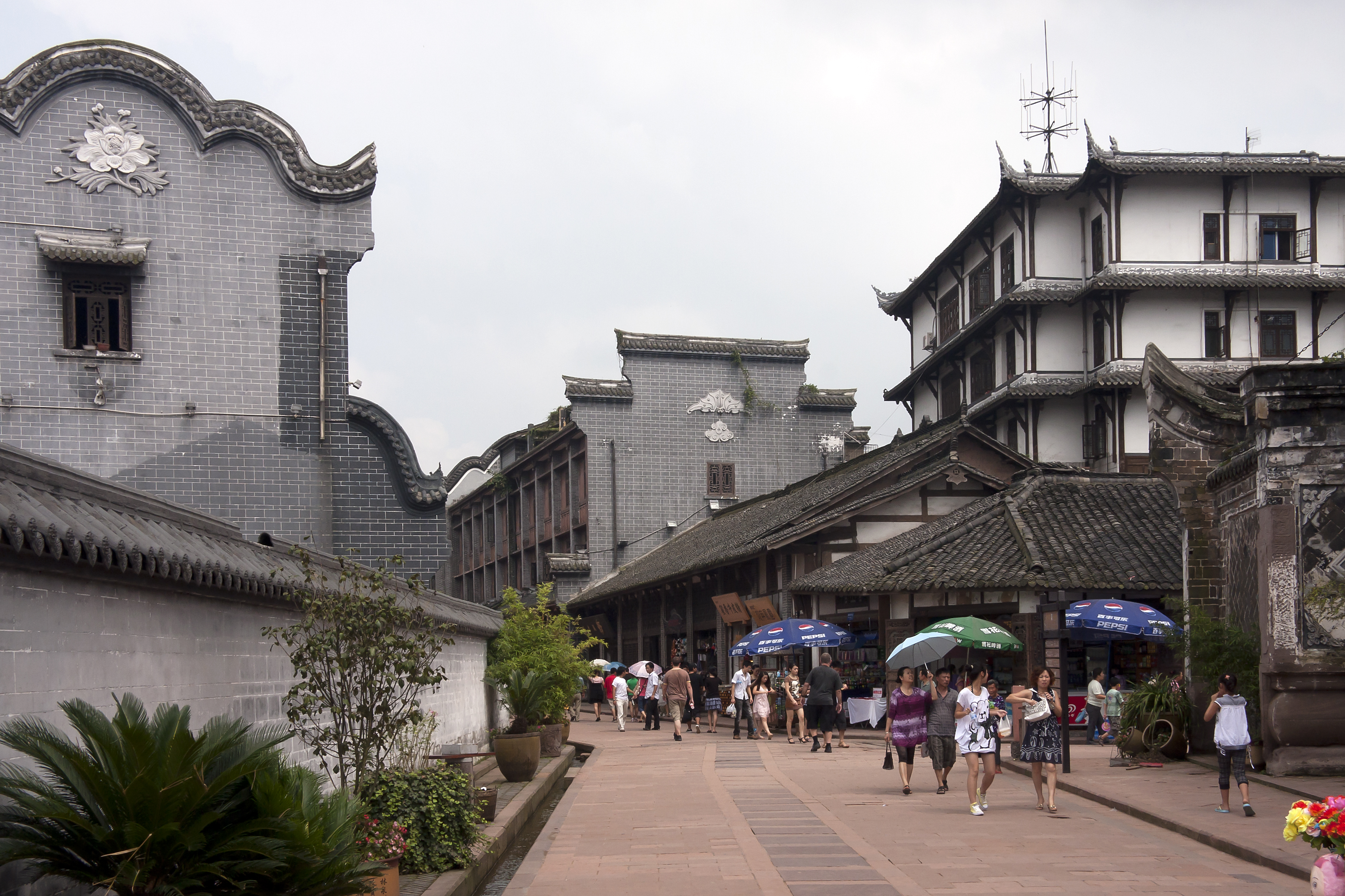
Karakteristiska hus vid huvudgatan.
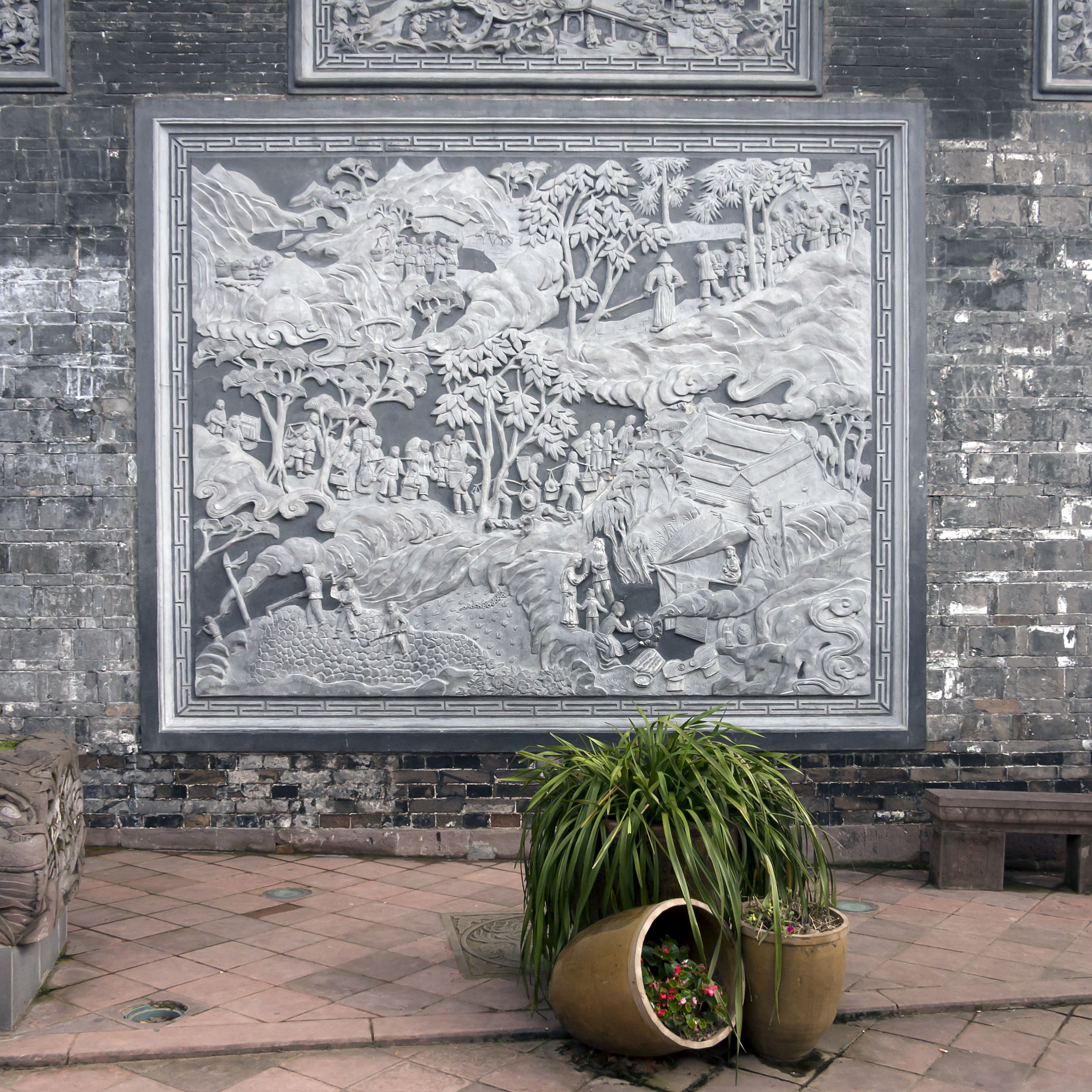
Väggdekoration
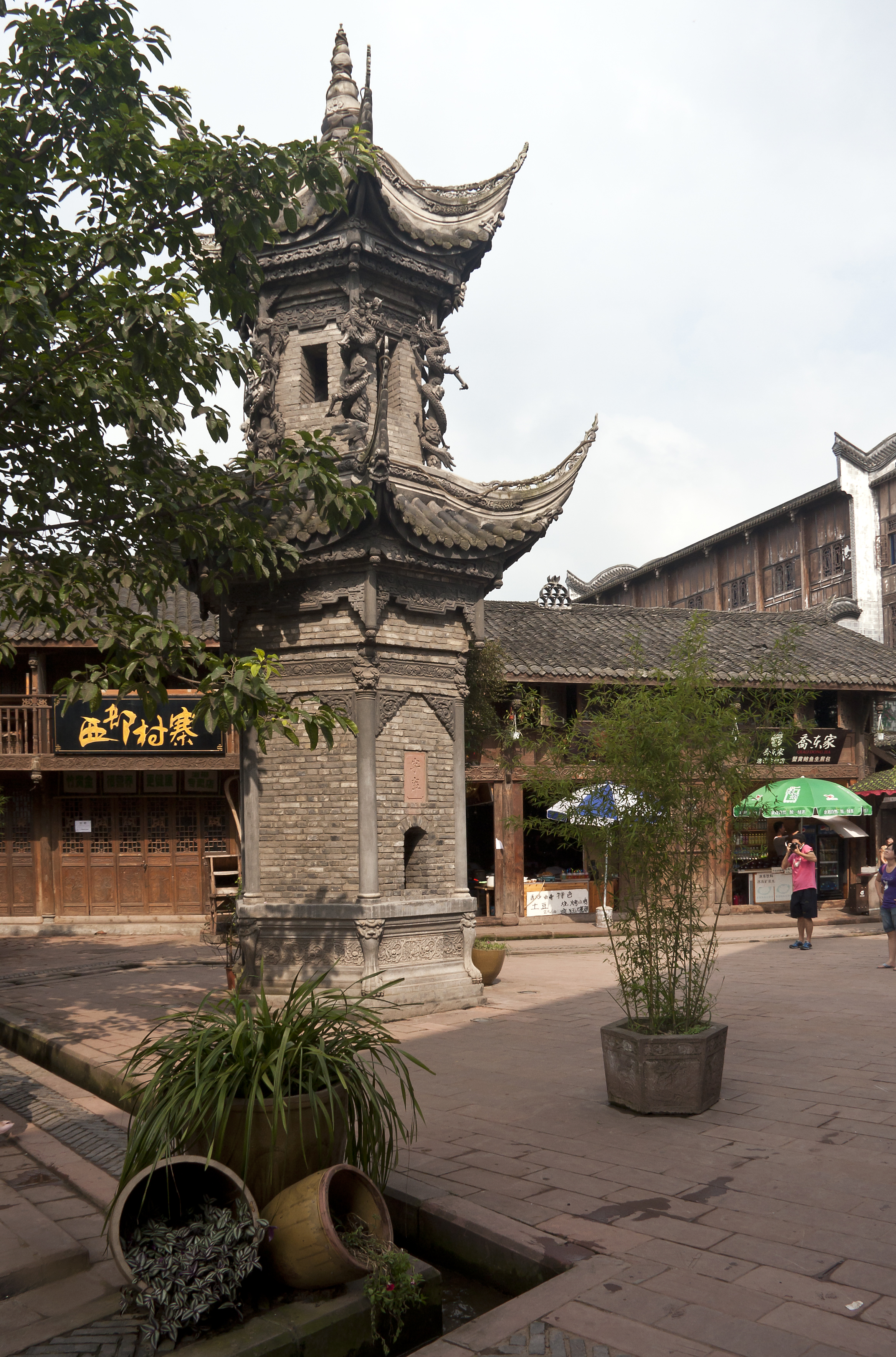
Torn mitt i staden.
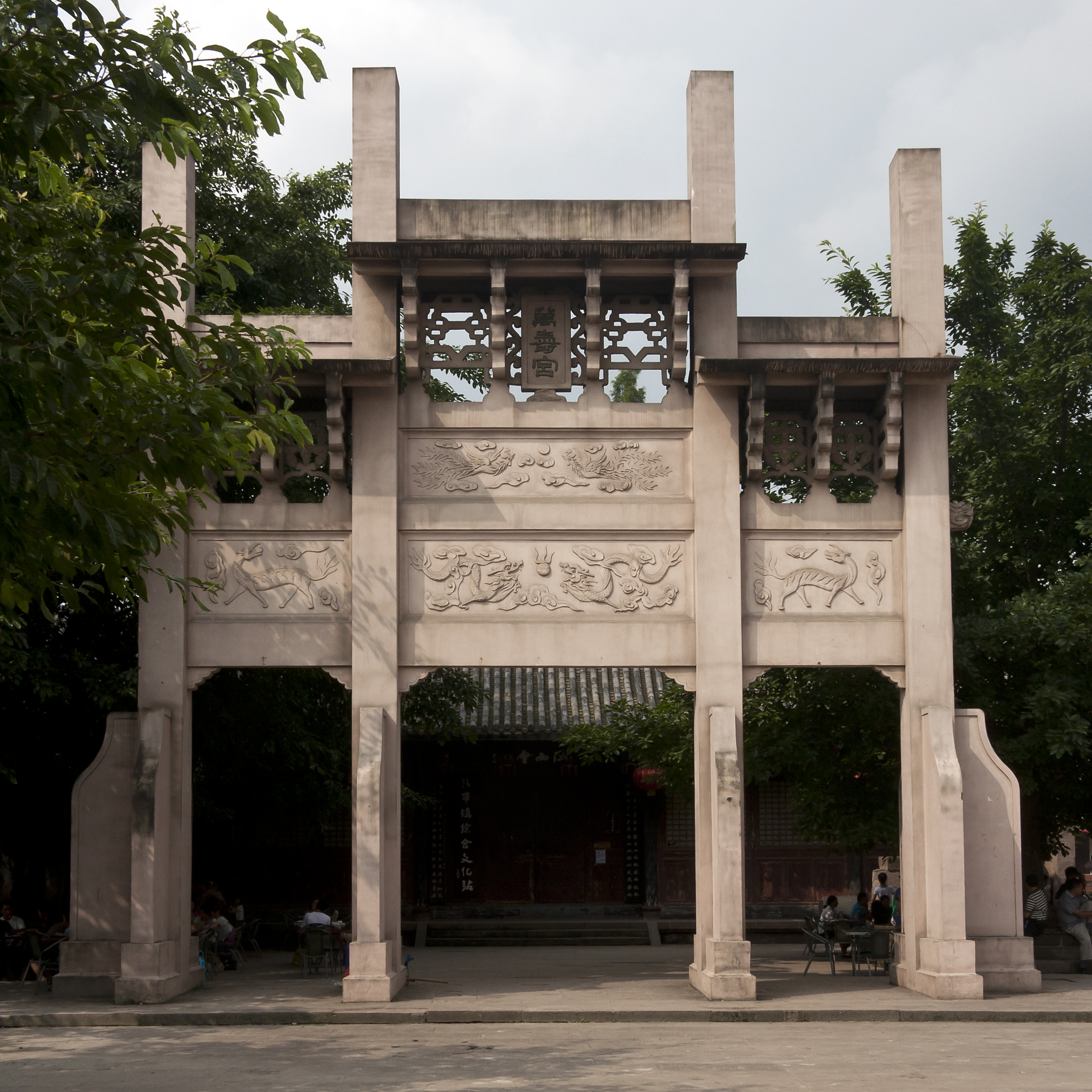
Portal med drakillustrationer.
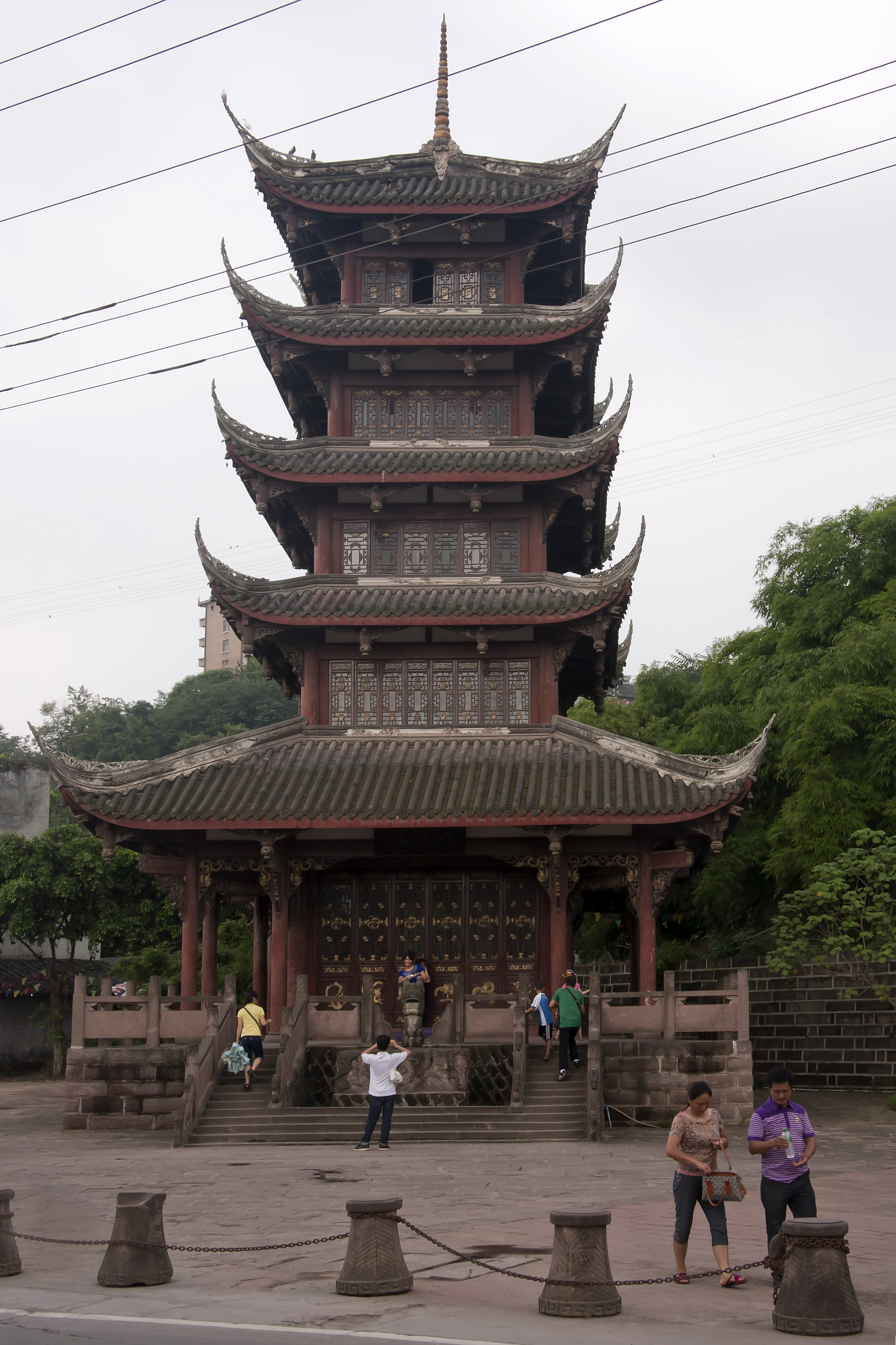
"Kvadratiska tornet" i öster.
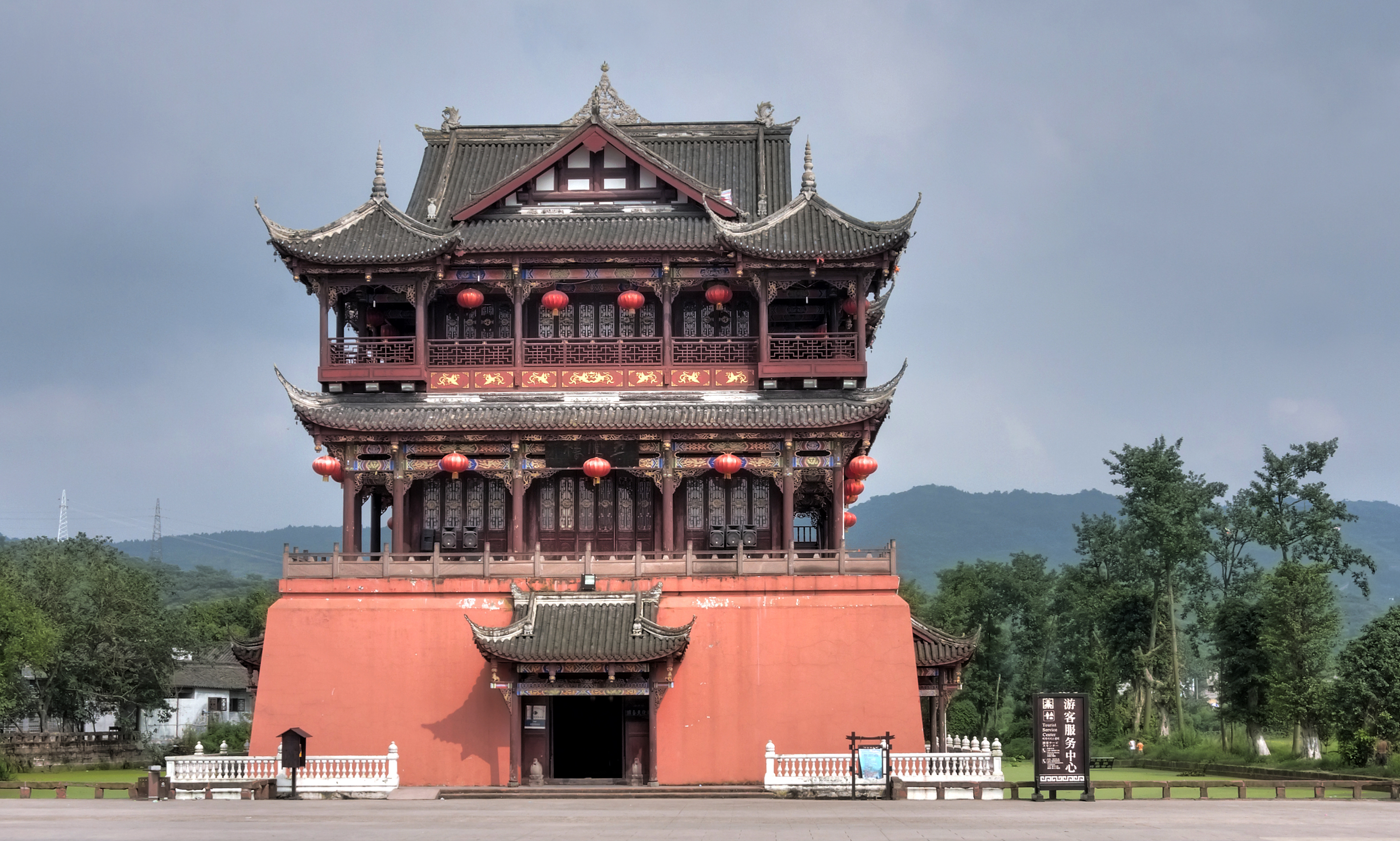
"Fem fenix-tornet" inrymmer turistinformation.
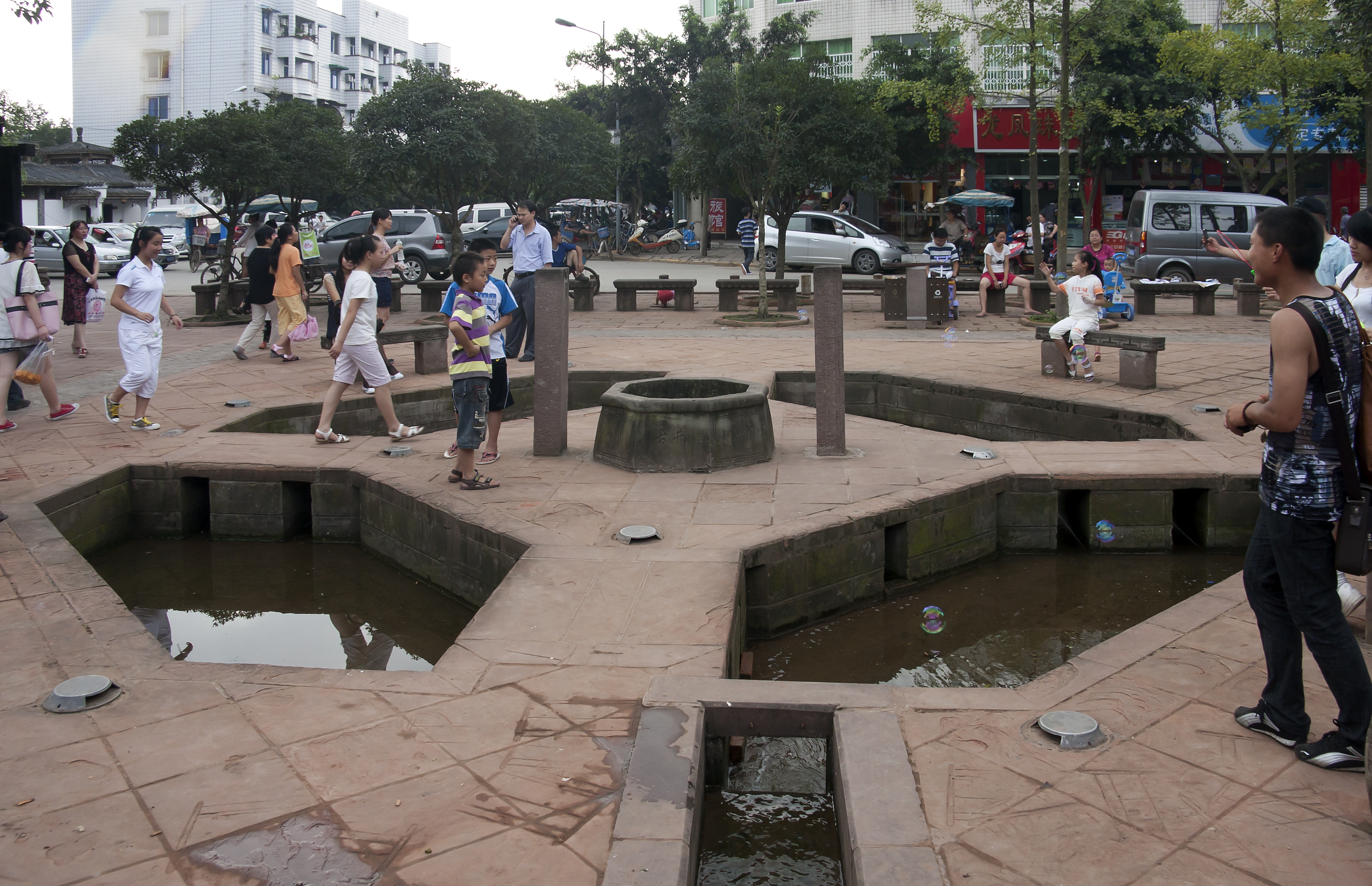
Åttakantig brunn där Liu Shan skall ha tappat sitt bälte.

- Wikimedia Commons har media som rör Luodai.